# باباروف
باباروف (به لاتین: Baborów) یک شهر در لهستان است که در گمینا باباروف واقع شده‌است. باباروف ۱۱٫۷۳ کیلومتر مربع مساحت و ۳٬۱۷۵ نفر جمعیت دارد.